# Ernest Koroma
Ernest Koroma (4 febbraio 1982) è un ex calciatore sierraleonese, di ruolo centrocampista.

## Carriera

### Nazionale
Conta 6 presenze con la Nazionale sierraleonese.